# Marie-Claude Tjibaou
Marie-Claude « Andie » Tjibaou, née Marie-Claude Wetta le 10 janvier 1949 à Ponérihouen (Nouvelle-Calédonie), dans la tribu de Néouta, est une femme politique française kanak, veuve du leader indépendantiste Jean-Marie Tjibaou.

## Biographie

### Origines familiales et jeunesse
Marie-Claude Wetta est née au sein d'une véritable dynastie politique néo-calédonienne, de tradition gaulliste. Son père, Doui Matayo Wetta (1917-1980) fut ainsi membre fondateur le 10 février 1947 de l'Association des indigènes calédoniens et loyaltiens français (AICLF), l'un des deux partis créés après l'abolition du code de l'indigènat cette année-là pour représenter les Kanaks, avec l'Union des indigènes calédoniens amis de la liberté dans l'ordre de Rock Pidjot. Ces deux mouvements avaient alors pour fondement les organisations missionnaires, très influentes dans le monde mélanésien, l'AICLF étant d'inspiration protestante et l'UICALO étant catholique. Les deux partis fusionnent en 1953 sous la direction de Maurice Lenormand pour former l'Union calédonienne (UC), avec le slogan « Deux couleurs, un seul peuple ». L'UC commence alors une longue période de domination politique qui durera plus de vingt ans, et Doui Matayo Wetta est élu sous ses couleurs, devenant l'un des neuf premiers Mélanésiens à siéger au conseil général du territoire. Il est ensuite ministre des Relations publiques, de l'Information, de l'Éducation de base et de la Coopération dans le Conseil de gouvernement de 1958 à 1962. Il rejoint progressivement le camp gaulliste à partir de 1960, s'opposant à la vision trop autonomiste, puis indépendantiste à partir de 1977, et au caractère autoritaire de Maurice Lenormand. Il participe à la création du Rassemblement pour la Calédonie dans la République (RPCR) de Jacques Lafleur en 1977.
Le frère aîné de Marie-Claude Tjibaou, Henri Wetta, fut également membre du RPCR, sous les couleurs duquel il fut membre du Conseil de Gouvernement (le seul membre d'opposition de cet exécutif alors présidé par Jean-Marie Tjibaou) de 1982 à 1984, de l'Assemblée territoriale puis du Congrès du Territoire de 1984 à 1988 et de 1989 à son décès en 1991, et président de la Région Est de 1988 à 1989.
Sportive de haut niveau, elle participe aux Jeux du Pacifique Sud pour le lancer de poids : elle est médaillée d'argent à Nouméa en 1966 et à Guam en 1975 et d'or à Port Moresby en 1969 et à Papeete en 1971. Elle suit une formation de cinq mois à l'Institut national du sport et de l'éducation physique en 1971.

### Militante kanak

#### Promotion de l'identité et de la culture kanak
Elle s'engage très tôt dans l'action pour l'amélioration des conditions de vie des Kanaks et dans la promotion de la culture mélanésienne, en travaillant comme conseillère rurale au Service de l'éducation de base de 1971 à 1975. C'est à cette époque qu'elle rencontre un ancien prêtre tout juste rendu au statut de laïc et diplômé d'ethnologie de l'École pratique des hautes études, Jean-Marie Tjibaou. Alors que celui-ci est catholique et est en train de théoriser l'idée d'indépendance kanak, tandis qu'elle vient d'une famille loyaliste et protestante, ils se marient en 1972. Ils auront six enfants ensemble.
Recrutée au Service Jeunesse et Sports de 1974 à 1976, elle participe activement à l'organisation du festival Mélanésia 2000, sous la direction de son époux (et avec la participation également de son père, Doui Matayo Wetta, qui assure notamment la traduction des Symboles de l'histoire kanake, pièce écrite par Jean-Marie Tjibaou et Georges Dobbelaere, et dans laquelle Marie-Claude Tjibaou joue le rôle de « la femme de la lignée maternelle »).
Elle est ensuite secrétaire du Fonds d'aide et de développement de l'Intérieur et des Îles (FADIL) puis de l'Organisme de développement de l'Intérieur et des Îles (ODIL) de 1976 à 1985, avant de mettre en place des projets de développement dans la Région Nord, présidée par son époux, pour l'Office de développement des régions (ODER) puis l'Agence de développement rural et d’aménagement foncier (ADRAF). Pendant les Évènements, elle seconde son mari, devenu le leader du FLNKS et de l'autoproclamé « Gouvernement provisoire de Kanaky ».
Après l'assassinat de Jean-Marie Tjibaou le 4 mai 1989 à Ouvéa, elle acquiert une véritable autorité morale auprès des indépendantistes et de la population kanak en général. Elle continue son action associative en faveur des Mélanésiens, notamment sur le plan culturel : elle participe ainsi à la création en 1990 de l'Agence de développement de la culture kanak (ADCK), prévue par les accords de Matignon, et en prend la présidence du conseil d'administration, devenant l'un des principaux artisans de la réalisation du Centre culturel Tjibaou. De plus, elle est membre de la Pacific Islands Museum Association (PIMA) et prend la présidence du Comité organisateur du Festival des Arts du Pacifique, créé en 1992 pour mener les délégations néo-calédoniennes aux festivals des Îles Cook en 1992 puis des Samoa en 1996 et pour organiser celui de Nouvelle-Calédonie en 2000. Elle est présidente du Comité organisateur du 4e Festival des Arts Mélanésiens qui se déroule en 2010 en Nouvelle-Calédonie. Elle est présidente d’honneur de l’association d’échanges culturels entre la Nouvelle-Calédonie et le Japon.

#### Activités sociales
Mais elle est également présente dans le domaine social, avec notamment l'association « Violences sexuelles » qu'elle fonde en 1992 ou en tant que vice-présidente de l'association pour la protection contre les abus d’alcool (APAA). Ce militantisme lui vaut d'être membre du Conseil économique et social de la Nouvelle-Calédonie jusqu'en 1999, puis au CES national où elle est nommée en tant que membre du Groupe des représentants de l'outre-mer en septembre 1999 sur proposition du secrétaire d'État chargé de l'Outre-mer d'alors (à savoir Jean-Jack Queyranne). Elle reste au sein de cette institution à la fin de son mandat en 2004, mais désormais au sein du groupe des personnalités qualifiées dans le domaine économique, social, scientifique et culturel, nommée par décret du Conseil des ministres à la demande du Premier ministre (alors Jean-Pierre Raffarin) en septembre 2004. Elle siège jusqu'en novembre 2015.

#### Carrière politique
Sur le plan politique, elle reste une personnalité écoutée des instances dirigeantes de l'Union calédonienne et du FLNKS, et est investie par ce dernier pour porter ses couleurs aux élections sénatoriales de 2001 face au sortant RPCR Simon Loueckhote (elle est battue par 52,63 % des suffrages exprimés contre 47,37 %). Elle est, de 1995 à 2000, conseillère municipale de Hienghène, commune de la côte est de la Grande Terre dont son époux fut maire de 1977 à sa mort en 1989.
En vue des élections provinciales du 10 mai 2009, elle est présente en seconde position sur une liste « Ouverture pays » menée par Louis Mapou, d'autres dissidents des différentes composantes du FLNKS opposés à la candidature de Rock Wamytan à la tête de la liste unitaire du front indépendantiste en Province Sud et la section locale du Parti socialiste (PS), et qui, plus généralement, militent désormais pour dépasser la « logique des blocs » traditionnels en Nouvelle-Calédonie (indépendantistes contre loyalistes). Cette liste obtient le sixième score sur dix candidatures, avec 2 974 voix et 4,91 % des suffrages exprimés, pour aucun élu.
Dans la même logique, elle mène une liste baptisée « Engagement citoyen » pour les élections municipales de mars 2014 à Nouméa. Présentée par ses meneurs le 13 février 2014 depuis l'antenne de la section locale du PS, au centre-ville de Nouméa, elle est soutenue par cette dernière formation mais aussi par le Parti de libération kanak (Palika), en opposition avec la liste d'ouverture indépendantiste formée par le FLNKS, et elle retrouve également beaucoup de personnalités de gauche (dont beaucoup d'anciennes figures de l'UC ou du mouvement indépendantiste) qui étaient déjà présentes en 2009 sur la liste « Ouverture citoyenne » (par exemple Élie Poigoune ou Jean-Pierre Déteix). Lors de l'annonce de sa candidature à la mairie de Nouméa, Marie-Claude Tjibaou se présente comme « une citoyenne » plus que comme une femme politique et se justifie ainsi : « Si on doit construire la Nouvelle-Calédonie de demain, c’est à Nouméa où vivent la plupart des habitants de ce pays. S’il y a un travail à faire, c’est ici que je dois le faire ». Durant sa campagne, la liste met l'accent sur le « rééquilibrage » entre les quartiers Nord et Sud, sur la réforme de la politique des transports, sur la création d’espaces de rencontres (par exemple une maison des associations), sur une présence voulue plus forte de la culture kanak dans la ville ou sur le « vivre ensemble » (notamment en proposant de créer des crèches municipales). Elle perd face à l'UDI Sonia Lagarde, qui est élue maire.
Marie-Claude Tjibaou est choisie pour figurer sur la liste du PS dans la circonscription Outre-Mer pour les élections européennes du 25 mai 2014, en tant que tête de liste pour la section Pacifique.

## Décorations
- Chevalier de la Légion d'honneur, depuis 2000[5].